# Javad Zarincheh
Javad Zarincheh (en persa: جواد زرینچه‎, Teherán, Irán; 23 de julio de 1966) es un exfutbolista y entrenador de fútbol de Irán que jugaba en la posición de defensa.

## Carrera

### Club
| Periodo   | Club            |
| --------- | --------------- |
| 1985–1987 | Gendarmerie     |
| 1987–1991 | Esteghlal FC    |
| 1991–1993 | Keshavarz FC    |
| 1993–2003 | Esteghlal FC    |
| 2003–2004 | Saba Battery FC |

### Selección nacional
Jugó para Irán en 80 ocasiones entre 1987 y 2000 y anotó un gol, el cual fue en la victoria por 5-0 ante Pakistán por la Copa ECO 1993. Participó en dos ediciones de la Copa Asiática, en tres ocasiones en los Juegos Asiáticos y en la Copa Mundial de Fútbol de 1998.

### Entrenador
| Periodo   | Club                   |
| --------- | ---------------------- |
| 1999      | Esteghlal FC           |
| 2003      | Esteghlal FC           |
| 2008–2009 | Sanaye Arak FC         |
| 2009      | Aluminium Hormozgan FC |
| 2010–2011 | Kaveh Tehran FC        |
| 2012–2013 | Rahian Kermanshah FC   |
| 2013–2014 | Shahrdari Yasuj FC     |

## Palmarés

### Club
- Iranian league (3): 1989–90, 1997–98, 2000–01
- Copa Hazfi (2): 1995–96, 1999–00

### Selección nacional
- Juegos Asiáticos (2): 1990, 1998